# 囲碁発陽論
『囲碁発陽論』（いごはつようろん）は、囲碁の手筋や詰碁を収めた棋書。作者は名人碁所であった4世井上因碩（道節）で、1713年（正徳3年）に完成した。難解なことで知られ、別名「不断桜」。「発陽論」とも記される。

## 成り立ち
井上因碩は本書完成後も、井上家門外不出の書とし、門下の者でも容易に見ることはできなかった。因碩死後もその内容は秘されていたが、井上家の火災にあって原本は焼失した。しかし本因坊烈元門下の伊藤子元が入手していたものが、人づてに伝わり、1906年に安藤如意が伊藤松和の門人からその存在を聞き、山崎外三郎の未亡人より筆写の許しを得た。これを入手した本因坊秀哉が、15世井上因碩所蔵のものと合わせ、時事新報に掲載し、1904年に秀哉、因碩による解説とともに『囲碁珍朧発陽論』として出版した。写本で現在まで古書として残っているものもある。
現在も解説本が出版されており、もっとも難解な詰碁集としてプロ棋士を目指す者にとってのバイブル的な存在となっている。

## 内容
死活の問題（詰碁）、攻め合いの問題、シチョウ問題、盤中詰碁などで構成され、原本では183題ともされるが、異本を含めると202題ともされる。多くの詰碁は隅や辺に限定された形であるのに対し、発陽論では中央の攻防が多く、石のない場所までどこまでも読み進めなければならない問題が多いことが特色とされる。

## 出版物
- 本因坊秀哉、十五世井上因碩編『囲碁珍瓏発陽論』大野万歳館 1904年
- 橋本昌二『名作詰碁辞典 玄玄碁経と発陽論』誠文堂新光社 1976年
- 橋本宇太郎編『発陽論—死活の秘伝』山海堂 1980年（改訂版 2004年）

「活之部」34題、及び「死之部」49題、「劫之部」61題の詰碁、「勝之部」47題の攻め合いの問題、「征之部」5題のシチョウ問題、「雑之部」6題の、合計202題を収めている。
- 藤沢秀行編『囲碁発陽論』平凡社（東洋文庫） 1982年
- 高木祥一編『囲碁発陽論』教育社 1990年